# Anticlea hintoniorum
Anticlea hintoniorum là một loài thực vật có hoa trong họ Melanthiaceae. Loài này được (B.L.Turner) Zomlefer & Judd mô tả khoa học đầu tiên năm 2002.